# Tajga
Tajga je redko posejano območje iglastih dreves v severnem zmerno toplem pasu. Pokriva približno 11% zemljinega površja  kar pomeni da je največji biotop na svetu. Razprostirajo se po Evraziji in Severni Ameriki.

## Razmere
Ima hladno celinsko podnebje z velikim temperaturnim nihanjem. Temperature nihajo od -50 °C do 20 °C. Dežja je bolj malo. Zime trajajo 6-8 mesecev. Prst v tajgi je revna s hranilnimi snovmi, primanjkuje ji humusa, ki je prisotna v listnatih gozdovih. Poleg tega pa je večina prsti zamrznjene.

## Prilagoditve
Rastlinstvo: 
- iglavci so stožičaste oblike, da se sneg ne začne nabirati na vejah in s svojo težo ne polomi vej
- iglice so povoskane, da varujejo drevo pred mrazom in zmanjšujejo izhlapevanje vode.

Živalstvo: 
- nekateri sesalci imajo hibernacijo ali zimsko spanje
- predvsem ptice se pozimi odselijo na jug, kjer je toplejše
- nekatere ptice imajo zavit kljun, da lahko dosežejo najbolj težko dostopna semena v storžih.

## Značilni organizmi
Živali: 
- los oz. jelen
- rjavi medved
- ris
- sove
- volk
- rosomah
- krivokljun
- veliki kalin

Rastline: 
- borovci
- smreka
- jelka
- breza in vrba (samo na svetlejših območjih)
- trave: masnica, šušulica
- brusnica
- orlova praprot